# 藤井陽也
藤井 陽也（ふじい はるや、2000年12月26日 - ）は、愛知県春日井市出身のプロサッカー選手。Jリーグ・名古屋グランパス所属。ポジションはディフェンダー（DF）。元日本代表。

## 来歴

### 名古屋グランパス
名古屋グランパスのアカデミー出身。2016年、U-16日本代表に初選出され、オマーン遠征に参加した。2018年3月、トップチームに2種登録され、同月14日のルヴァンカップ・グループステージ第2節サンフレッチェ広島戦に先発メンバー入りし、トップチームの公式戦に初出場した。12月に名古屋グランパスのトップ昇格が発表された。
2019年7月20日、第20節のガンバ大阪戦でリーグ戦初先発を果たした。
2022年10月8日、第32節の京都サンガF.C.戦でJ1初ゴールを決めた。
2023年5月3日、第11節のヴィッセル神戸戦で後半アディショナルタイムのラストプレーから相手ディフェンダ―をフェイントでかわし同点ゴールを決め、2点差を追いついてのドローに貢献した。
2024年1月10日、ベルギー1部リーグのKVコルトレイクへ2024年6月30日まで期限付き移籍することが決定した。
2024年6月13日、KVコルトレイクへの完全移籍が発表され、同年7月1日から2028年6月30日までの4年契約を結んだ。

### 日本代表
2023年3月20日、キリンチャレンジカップ2023に参加する日本代表に、怪我で不参加となった角田涼太朗に代わり招集された。12月7日、2024年1月1日に国立競技場で行われるTOYO TIRES CUP 2024タイ代表戦に臨む日本代表メンバーに選出され、元日に当試合でスタメン出場し、代表デビューを飾った。

## 所属クラブ
- ヒカリFC
- グランパスみよし
- 名古屋グランパスU12
- 名古屋グランパスU15（春日井市立石尾台中学校[12]）
- 名古屋グランパスU-18（愛知県立天白高等学校）
  - 2018年3月 - 同年12月  名古屋グランパス（2種登録選手）
- 2019年 - 2024年6月  名古屋グランパス
  - 2024年 - 同年6月  KVコルトレイク (期限付き移籍)
- 2024年6月 - 2025年8月  KVコルトレイク
- 2025年8月 -  名古屋グランパス

## 個人成績
| 国内大会個人成績 | 国内大会個人成績 | 国内大会個人成績 | 国内大会個人成績 | 国内大会個人成績 | 国内大会個人成績 | 国内大会個人成績 | 国内大会個人成績 | 国内大会個人成績 | 国内大会個人成績 | 国内大会個人成績 | 国内大会個人成績 |
| 年度             | クラブ           | 背番号           | リーグ           | リーグ戦         | リーグ戦         | リーグ杯         | リーグ杯         | オープン杯       | オープン杯       | 期間通算         | 期間通算         |
| 年度             | クラブ           | 背番号           | リーグ           | 出場             | 得点             | 出場             | 得点             | 出場             | 得点             | 出場             | 得点             |
| 日本             | 日本             | 日本             | 日本             | リーグ戦         | リーグ戦         | リーグ杯         | リーグ杯         | 天皇杯           | 天皇杯           | 期間通算         | 期間通算         |
| ---------------- | ---------------- | ---------------- | ---------------- | ---------------- | ---------------- | ---------------- | ---------------- | ---------------- | ---------------- | ---------------- | ---------------- |
| 2018             | 名古屋           | 43               | J1               | 0                | 0                | 3                | 0                | 0                | 0                | 3                | 0                |
| 2019             | 名古屋           | 34               | J1               | 4                | 0                | 1                | 0                | 0                | 0                | 5                | 0                |
| 2020             | 名古屋           | 13               | J1               | 1                | 0                | 1                | 0                | -                | -                | 2                | 0                |
| 2021             | 名古屋           | 13               | J1               | 5                | 0                | 0                | 0                | 3                | 1                | 8                | 1                |
| 2022             | 名古屋           | 13               | J1               | 31               | 1                | 0                | 0                | 0                | 0                | 31               | 1                |
| 2023             | 名古屋           | 13               | J1               | 34               | 2                | 8                | 0                | 4                | 1                | 46               | 3                |
| ベルギー         | ベルギー         | ベルギー         | ベルギー         | リーグ戦         | リーグ戦         | リーグ杯         | リーグ杯         | ベルギー杯       | ベルギー杯       | 期間通算         | 期間通算         |
| 2023-24          | コルトレイク     | 24               | ジュピラー       | 5                | 0                | -                | -                | -                | -                | 5                | 0                |
| 2024-25          | コルトレイク     | 24               | ジュピラー       | 18               | 0                | -                | -                | 2                | 0                | 20               | 0                |
| 通算             | 日本             | 日本             | J1               | 75               | 3                | 13               | 0                | 7                | 2                | 95               | 5                |
| 通算             | ベルギー         | ベルギー         | ジュピラー       | 23               | 0                | -                | -                | 2                | 0                | 25               | 0                |
| 総通算           | 総通算           | 総通算           | 総通算           | 98               | 3                | 13               | 0                | 9                | 2                | 120              | 5                |

- 2018年は2種登録選手

その他の公式戦
- 2024年
  - ベルギーリーグ・プレーオフ 5試合0得点
  - ベルギーリーグ・昇降格プレーオフ 2試合0得点
- 2025年
  - ベルギーリーグ・プレーオフ 4試合0得点

| 国際大会個人成績 | 国際大会個人成績 | 国際大会個人成績 | 国際大会個人成績 | 国際大会個人成績 |
| 年度             | クラブ           | 背番号           | 出場             | 得点             |
| AFC              | AFC              | AFC              | ACL              | ACL              |
| ---------------- | ---------------- | ---------------- | ---------------- | ---------------- |
| 2021             | 名古屋           | 13               | 3                | 0                |
| 通算             | AFC              | AFC              | 3                | 0                |

出場歴
- 公式戦初出場 - 2018年3月14日 ルヴァンカップ・グループステージ第2節 vsサンフレッチェ広島（エディオンスタジアム広島）

## 代表歴
- U-16日本代表
- U-17日本代表[13]
- 日本代表
  - キリンチャレンジカップ（2023年）

### 試合数
- 国際Aマッチ 1試合 0得点 (2024年 - )

| 日本代表 | 国際Aマッチ | 国際Aマッチ |
| 年       | 出場        | 得点        |
| -------- | ----------- | ----------- |
| 2024     | 1           | 0           |
| 通算     | 1           | 0           |

### 出場
| No. | 開催日       | 開催都市 | スタジアム | 対戦国 | 結果 | 監督   | 大会                |
| --- | ------------ | -------- | ---------- | ------ | ---- | ------ | ------------------- |
| 1.  | 2024年1月1日 | 東京     | 国立競技場 | タイ   | ○5-0 | 森保一 | TOYO TIRES CUP 2024 |